# Campionati asiatici di badminton 2022
I Campionati asiatici di badminton 2022 si sono svolti a Manila, nelle Filippine, dal 26 aprile al 1º maggio. È stata la 39ª edizione del torneo, organizzato dalla Badminton Asia.

## Podi
| Evento              | Oro                                     | Argento                   | Bronzo                                 |
| Singolare maschile  | Lee Zii Jia                             | Jonatan Christie          | Chico Aura Dwi Wardoyo                 |
| Singolare maschile  | Lee Zii Jia                             | Jonatan Christie          | Weng Hongyang                          |
| Singolare femminile | Wang Zhiyi                              | Akane Yamaguchi           | P. V. Sindhu                           |
| Singolare femminile | Wang Zhiyi                              | Akane Yamaguchi           | An Se-young                            |
| Doppio maschile     | Pramudya Kusumawardana Yeremia Rambitan | Aaron Chia Soh Wooi Yik   | Goh Sze Fei Nur Izzuddin               |
| Doppio maschile     | Pramudya Kusumawardana Yeremia Rambitan | Aaron Chia Soh Wooi Yik   | Fajar Alfian Muhammad Rian Ardianto    |
| Doppio femminile    | Chen Qingchen Jia Yifan                 | Rin Iwanaga Kie Nakanishi | Du Yue Li Wenmei                       |
| Doppio femminile    | Chen Qingchen Jia Yifan                 | Rin Iwanaga Kie Nakanishi | Yuki Fukushima Sayaka Hirota           |
| Doppio misto        | Zheng Siwei Huang Yaqiong               | Wang Yilyu Huang Dongping | Praveen Jordan Melati Daeva Oktavianti |
| Doppio misto        | Zheng Siwei Huang Yaqiong               | Wang Yilyu Huang Dongping | Yuta Watanabe Arisa Higashino          |